# Parco Civiltà delle Rogge
L'area rurale della “Civiltà delle Rogge”, detta comunemente parco delle Rogge, è un'area naturale protetta che si estende nei territori dei comuni di Bassano del Grappa, Cartigliano e Rosà, in provincia di Vicenza, Veneto. Insiste su un territorio di circa 250 ha, di cui circa 150 ha nel comune di Rosà. Il suo carattere rurale è considerato di particolare interesse dalle comunità locali in virtù dei suoi aspetti paesaggistici, etnoantropologici e quale testimonianza di civiltà.
Lo status giuridico dell'area, identificata negli strumenti urbanistici dei tre comuni e sottoposta a particolare disciplina urbanistica, è stata ed è tuttora oggetto di discussione tra gruppi locali, alcuni dei quali la vorrebbero identificata come "parco naturale di interesse locale" ai sensi dell'art. 27 della Legge regionale del Veneto 16 agosto 1984, n. 40, recante "Nuove norme per la istituzione di parchi e riserve naturali regionali".
Il presupposto di tale posizione trae origine dalle delibere della Giunta della Regione del Veneto n.801/2002, 1272/2002 e 3283/2002, di approvazione dei piani urbanistici dei comuni coinvolti, le quali dispongono che tale area sia identificata quale "parco di interesse locale". Sul punto, altre posizioni evidenziano il difetto di attribuzione degli atti.

## Localizzazione geografica
L'estremo nord dell'area è delimitato dalla strada provinciale 111 (Nuova Gasparona), mentre all'estremo sud la zona è delimitata dalla strada provinciale 58 (Ca' Dolfin). Il confine est lambisce via Molino in località Baggi di Rosà, mentre il lato più ad ovest si estende lungo il confine fra Quartiere Pre di Bassano del Grappa e il comune di Cartigliano.

## Caratteristiche

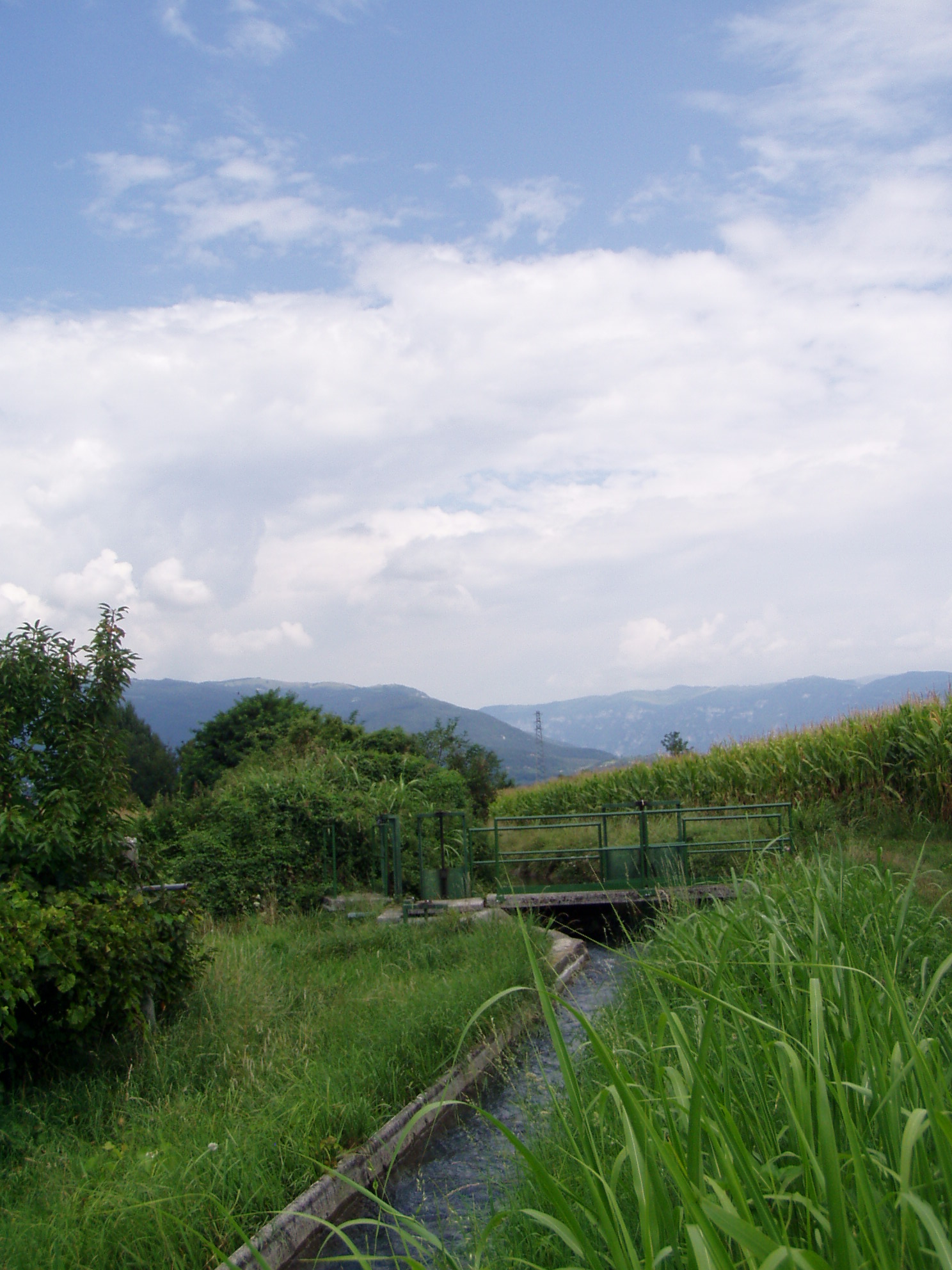
Una "rosta" che scorre nel Parco delle Rogge. Sullo sfondo, l'Altopiano di Asiago o dei "Sette Comuni" (sulla sinistra) e il monte Grappa (sulla destra).

All'interno della zona rurale, derivata in gran parte dai terreni della famiglia nobiliare Morosin, si snoda una rete di antiche rogge di irrigazione costruite nei secoli sotto varie dominazioni. L'area costituisce dunque una preziosa testimonianza dell'antica struttura fondiaria della zona. Nel territorio descritto si trovano anche una delle ultime strade romane non asfaltate rimaste in Veneto, il decumano DD IX detto Cavinón (cioè grande cavìn, parola che in lingua veneta indica un sentiero di delimitazione fra i campi), e una piccola chiesa di epoca longobarda, la chiesetta di San Giorgio.